# Sisyrinchium demissum
Sisyrinchium demissum là một loài thực vật có hoa trong họ Diên vĩ. Loài này được Greene miêu tả khoa học đầu tiên năm 1890.